# Euploea boisduvali
Espèce

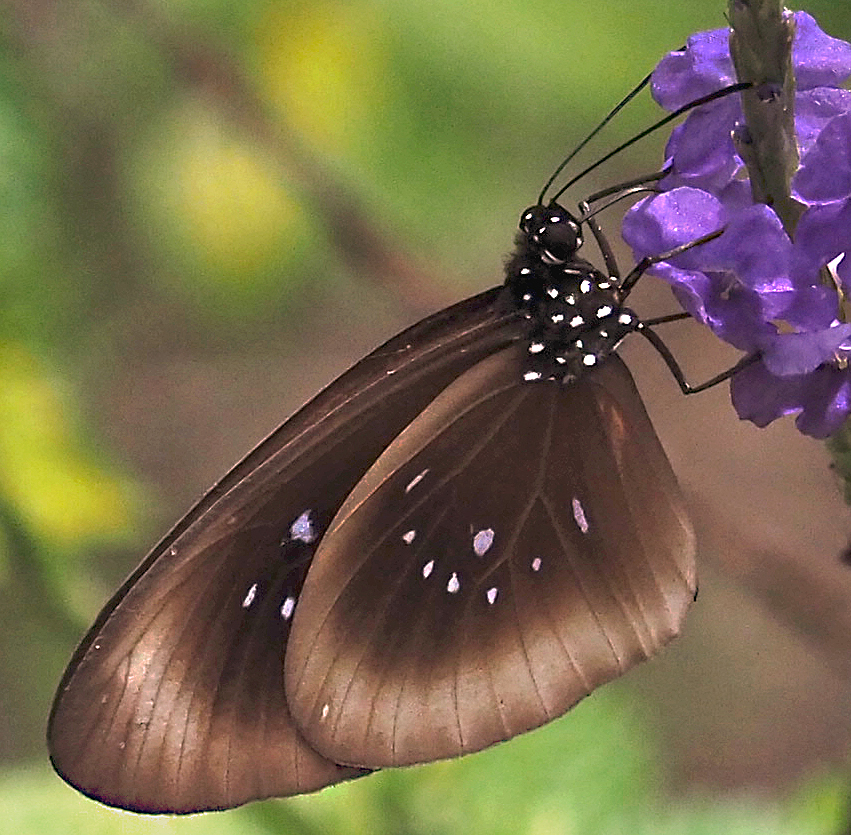
Euploea boisduvali rileyi mâle butinant sur Stachytarpheta cayennensis

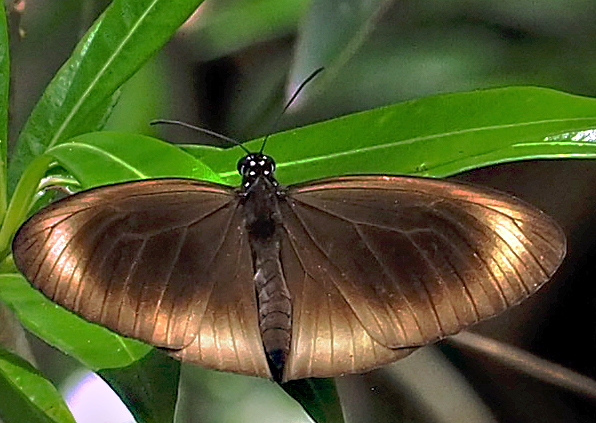
Euploea boisduvali rileyi femelle posée

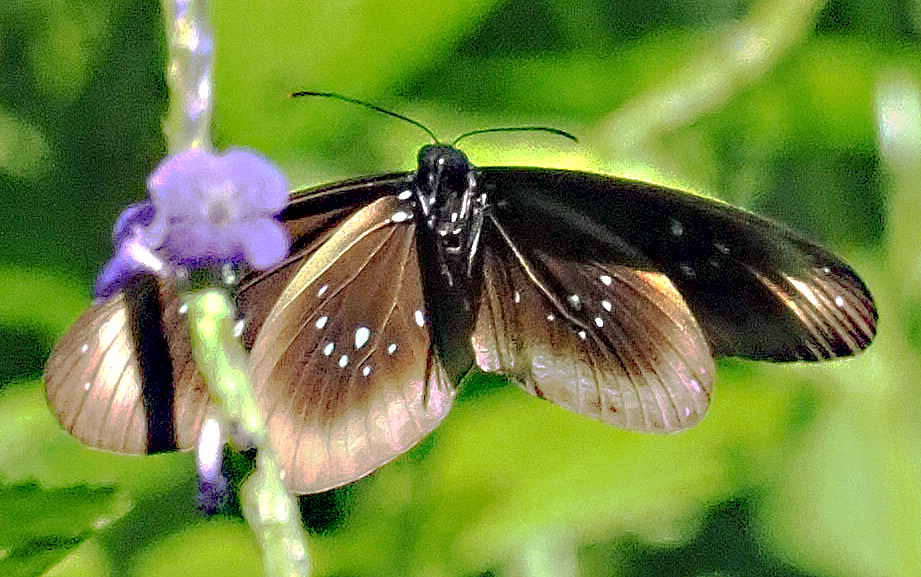
Euploea boisduvali rileyi mâle en vol

Euploea boisduvali est un insecte lépidoptère  de la famille des  Nymphalidae, de la sous-famille des Danainae et du genre Euploea.

## Dénomination
Euploea boisduvali a été nommé par Lucas en 1852.

### Sous-espèces
- Euploea boisduvali boisduvali aux iles Fidji.
- Euploea boisduvali albomarginata (Carpenter, 1942)
- Euploea boisduvali addenda (Howarth, 1962)
- Euploea boisduvali bakeri (Poulton, 1926)
- Euploea boisduvali brenchleyi (Butler, 1870)
- Euploea boisduvali fraudulenta (Butler, 1882)
- Euploea boisduvali pyrgion (Godman & Salvin, 1888)
- Euploea boisduvali rileyi (Poulton, 1924) en  Nouvelle-Calédonie
- Euploea boisduvali torvina (Butler, 1875)[1].

## Biologie

### Plantes hôtes
La plante hôte de sa chenille est Hoya australis.

## Écologie et distribution
Euploea boisduvali est présent en Océanie des îles Salomon aux iles Fidji, aux Nouvelles-Hébrides et à la Nouvelle-Calédonie,.

### Biotope
Il réside en forêt.